# Franklin Pierce
Franklin Pierce (Hillsborough, New Hampshire, 23 november 1804 – Concord, New Hampshire, 8 oktober 1869) was de 14e president van de Verenigde Staten van 1853 tot 1857.
Franklin Pierce werd president in een ogenschijnlijk rustige tijd. De Verenigde Staten leken de dreiging van een splitsing weerstaan te hebben, dankzij het Compromis van 1850. Door de aanbevelingen van zuidelijke adviseurs op te volgen, hoopte Pierce, afkomstig uit New England, een nieuwe dreiging van afscheiding te vermijden. Maar zijn strategie, die de rust niet kon bewaren, versnelde het uiteenvallen van de unie.

## Biografie
Pierce werd geboren in Hillsborough (nu Hillsboro), New Hampshire, in 1804. Hij doorliep de 'middelbare school' op Bowdoin College. Nadat hij zijn diploma gehaald had, ging hij rechten studeren, waarna hij de politiek in ging. Op zijn 24e werd hij gekozen in de New Hampshire 'legislature'; twee jaar later werd hij 'Speaker'. In de jaren 30 van de 19e eeuw ging hij naar Washington, eerst als lid van het Huis van Afgevaardigden, later als senator.
Nadat Pierce in de Mexicaanse oorlog gediend had, werd hij door vrienden uit New Hampshire voorgedragen als kandidaat voor de presidentiële nominatie in 1852. Op de Democratische Conventie was er voldoende draagvlak voor steun aan het "Compromis van 1850" en om de kwestie van de slavernij niet op te rakelen. Maar er moest 48 keer gestemd worden, totdat Pierce uiteindelijk overbleef.
Waarschijnlijk omdat de Democraten het "Compromis" sterker steunden dan de "Whigs" en omdat hun kandidaat generaal Winfield Scott in het Zuiden niet vertrouwd werd, won Pierce de verkiezingen met een smalle marge.
Twee maanden voor het begin van zijn presidentschap, op 6 januari 1853, reisde het gezin met de trein van Andover, Massachusetts naar Lawrence, Massachusetts toen hun wagon ontspoorde. Franklin en Jane waren slechts lichtgewond maar hun elfjarige zoon stierf voor hun ogen. De hele natie deelde in het verdriet. De inauguratie op 4 maart vond plaats zonder de aanwezigheid van Jane. Verdrietig en mentaal uitgeput begon Pierce het presidentschap. Er is veel geschreven over de invloed van de dood van zijn zoon op zijn presidentschap. Velen betogen dat de dood van zijn zoon een dusdanige klap op zijn mentale gesteldheid was, dat hij onmogelijk nog goed kon functioneren als president. Ten gevolge van de dood van zijn zoon ontwikkelde Pierce een ernstig alcoholprobleem.

## Presidentschap

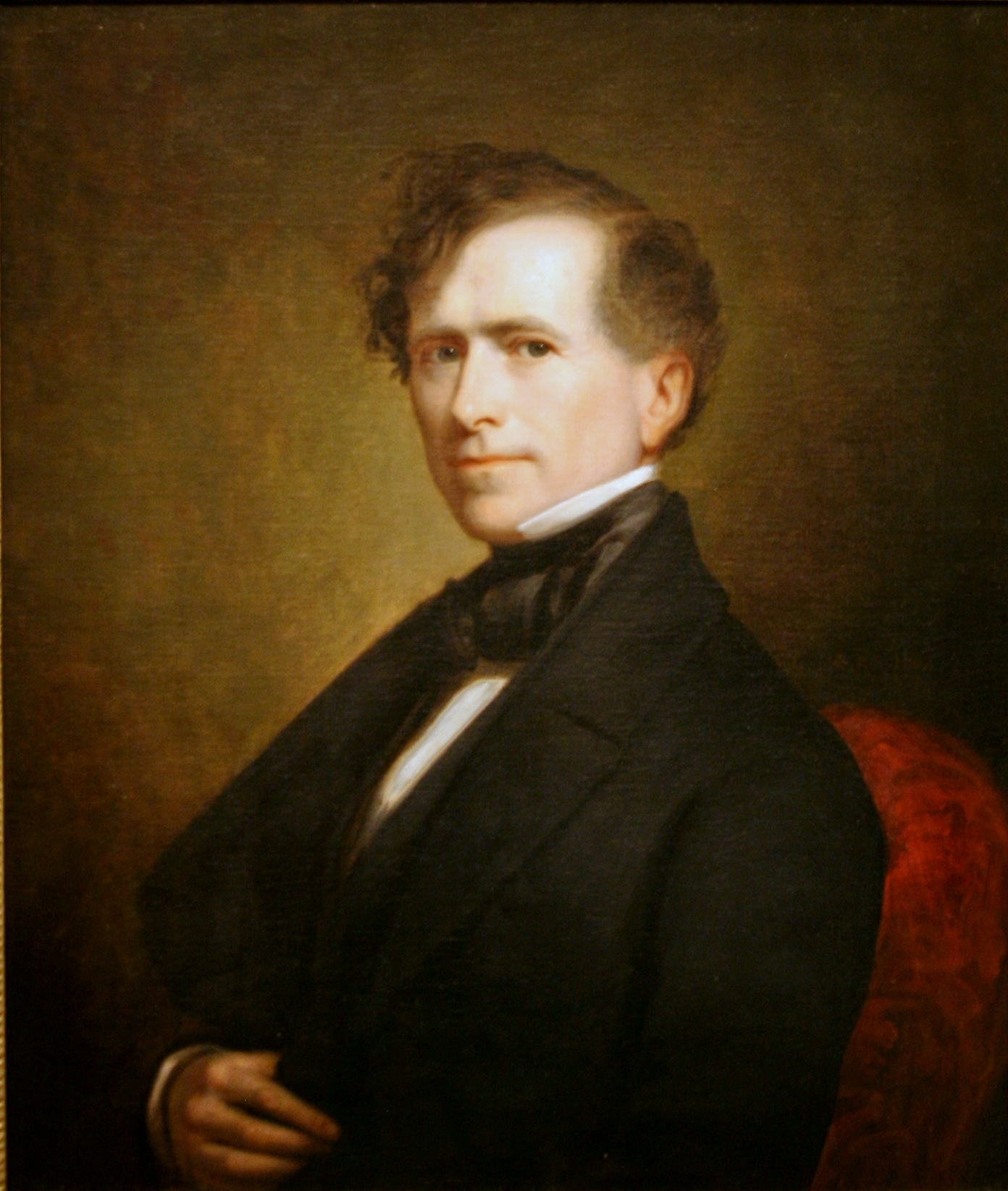
Portret

In zijn inaugurele rede proclameerde hij een tijdperk van binnenlandse vrede en vooruitgang en krachtig beleid in de relaties met andere landen. De Verenigde Staten zouden wellicht verdere bezittingen moeten verwerven ten behoeve van haar eigen veiligheid, betoogde hij, en zou zich niet laten weerhouden door "enig stilzwijgend verbod van het kwaad".
Pierce hoefde alleen maar te neigen naar uitbreiding om de toorn van het noorden op te wekken, die hem beschuldigden werktuig van het zuiden te zijn, in hun verlangen om de slavernij te verbreiden. Daarom wekte hij angst hiervoor op, toen hij het Verenigd Koninkrijk onder druk zette om haar bijzondere interesse voor een deel van de kust van Centraal-Amerika op te geven, en nog meer toen hij Spanje probeerde over te halen Cuba te verkopen.
Maar het ernstigst oplaaien van de strijd werd veroorzaakt door de "Kansas-Nebraska Act", die de Missouri Compromise herriep, en die de kwestie van de slavernij in het westen weer aan de orde stelde. Deze maatregel, het werk van Senator Stephen A. Douglas, kwam voort uit zijn verlangen een spoorweg te promoten van Chicago naar Californië door Nebraska. Minister van Oorlog Jefferson Davis, pleitbezorger van een zuidelijke transcontinentale route, had Pierce overtuigd James Gadsden naar Mexico te sturen om land te kopen voor een zuidelijke spoorweg. Hij kocht het gebied dat tegenwoordig zuidelijk Arizona en een deel van New Mexico omvat voor $10.000.000.
Het voorstel van Douglas om de westelijke gebieden te mobiliseren, waardoor heen de spoorweg zou kunnen lopen, veroorzaakte enorme problemen. Douglas stelde in zijn wetten voor dat de inwoners van de nieuwe gebieden zelf over de kwestie van de slavernij konden beslissen. Het gevolg was dat velen naar Kansas verhuisden, omdat zuidelijken en noordelijken controle over het gebied wilden krijgen. Schietpartijen braken uit, en "Bleeding Kansas" werd het voorspel van de Amerikaanse Burgeroorlog.
Aan het eind van zijn regeringsperiode kon Pierce beweren dat er een "vredige situatie" heerste in Kansas. Maar tot zijn teleurstelling weigerden de Democraten hem opnieuw te nomineren voor het presidentschap, en kozen ze ervoor hem te vervangen door de minder controversiële Buchanan.
Pierce keerde terug naar New Hampshire, en liet aan zijn opvolger de opkomende afscheidingsstorm.

## Nalatenschap en dood
Pierce wordt doorgaans geschaard onder de minst memorabele, of slechtst functionerende, presidenten. In biografieën wordt hij afgeschilderd als een ontzettend charismatisch man, die iedereen tevreden probeerde te stellen. Mede dankzij deze eigenschap was hij als president weinig besluitvaardig en wordt hij meestal als een marionet van de Democratische Partij gezien. Mede door zijn slechte leiderschap ontstond de Amerikaanse Burgeroorlog een aantal jaar later. Pierce zag slavernij niet als een moreel vraagstuk, maar als een vraagstuk van bezit. Hij was dan ook tegen het abolitionisme. De historicus Larry Gara schreef in een biografie over Pierce het volgende:
Hij was president in een tijd die vroeg om bovenmenselijke vaardigheden, deze vaardigheden bezat hij echter niet en hij groeide nooit in het presidentschap. Hij begreep nooit helemaal de diepte van het sentiment in het noorden. Pierce was hardwerkend en zijn administratie grotendeels onaangetast, maar de erfenis van die vier turbulente jaren heeft bijgedragen tot de tragedie van afscheiding en burgeroorlog.
Franklin Pierce stierf, 64 jaar oud, op 8 oktober 1869 aan leverproblemen. Zijn gehele leven worstelde hij met drankproblemen als gevolg van de dood van zijn zoon. Hij had nog twee zoons die allebei stierven voor ze vier jaren oud waren. Zijn vrouw, Jane Pierce, leed haar hele leven aan ernstige depressies en hun gezinsleven was dus ernstig ontwricht. De laatste jaren van zijn leven werd hij steeds spiritueler en was hij sociaal actief.

## Kabinetsleden onder Pierce
| Kabinetsleden     | Ministerie         | Periode     | Bijzonderheden                 |
| ----------------- | ------------------ | ----------- | ------------------------------ |
| William L. Marcy  | Buitenlandse Zaken | 1853 - 1857 | Minister van Oorlog onder Polk |
| Robert McClelland | Binnenlandse Zaken | 1853 - 1857 |                                |
| Jefferson Davis   | Oorlog             | 1853 - 1857 | 1e president van de CSA        |
| James Guthrie     | Financiën          | 1853 - 1857 |                                |
| Caleb Cushing     | Justitie           | 1853 - 1857 |                                |
| James C. Doblin   | Marine             | 1853 - 1857 |                                |
| James Campbell    | Posterijen         | 1853 - 1857 |                                |